# Conférence internationale des Églises réformées
 (avril 2024).
Si vous disposez d'ouvrages ou d'articles de référence ou si vous connaissez des sites web de qualité traitant du thème abordé ici, merci de compléter l'article en donnant les références utiles à sa vérifiabilité et en les liant à la section « Notes et références ».
L'International Conference of Reformed Churches (ICRC - Conférence internationale des Églises réformées) est une organisation internationale d'Églises réformées fondée en 1982.
Elle est plus conservatrice que la Communion mondiale d'Églises réformées, attachée aux doctrines traditionnelles du Calvinisme, comme la Confession de foi de Westminster.

## Églises membres
- Afrique du Sud
  - Free Church in Southern Africa
  - Free Reformed Churches in South Africa
  - Reformed Churches of South Africa
- Australie :
  - Presbyterian Church of Eastern Australia
- Canada :
  - Canadian Reformed Churches
- République du Congo :
  - Confessing Reformed Church in Congo
- Corée du Sud :
  - Presbyterian Church in Korea (Koshin)
- Espagne :
  - Reformed Churches of Spain
- États-Unis :
  - Associate Reformed Presbyterian Church
  - Free Reformed Churches of North America
  - Église presbytérienne orthodoxe
  - Reformed Church in the United States
  - Reformed Presbyterian Church of North America
  - United Reformed Churches in North America
- Inde :
  - Presbyterian Free Church
  - Reformed Presbyterian Church North-East India Synod
- Indonésie :
  - Gereja-Gereja Reformasi Calvinis
  - Gereja-Gereja Reformasi di Indonesia
- Irlande
  - Evangelical Presbyterian Church
  - Reformed Presbyterian Church of Ireland
- Nouvelle-Zélande :
  - Reformed Churches of New Zealand
- Pays-Bas :
  - De Christelijke Gereformeerde Kerken in Nederland
  - De Gereformeerde Kerken in Nederland Vrijgemaakt
- Royaume-Uni :
  - Evangelical Presbyterian Church in England and Wales
  - Église libre d'Écosse